# ولاية إزكي
ولاية إزكي تعتبر من أقدم المدن العمانية، وتقع بمحافظة الداخلية، أسسها مالك بن فهم قبل الإسلام عندما دخل عمان ليحررها من الفرس فكانت محطته الأولى قبل المواجهة العظيمة مع الفرس في موقعة سلوت بداخلية عمان
تبعد إزكي عن العاصمة مسقط بحوالي 120 كم يحدها غربا الجبل الأخضر ونيابة بركة الموز ومن الشرق ولاية المضيبي ومن الشمال ولاية سمائل وجنوبا ولايتي منح وأدم ويبلغ عدد سكانها حسب إحصائية المركز الوطني للإحصاء والمعلومات في منتصف عام 2018 بأكثر من 60 ألف نسمة.
تضم إزكي عدة قرى من أشهرها الحميضيين وسوق القديم وقلعة العوامر وحبل الحديد وحارة الرحى والنزار واليمن والحميضة والعاقل والسياحي وشافع ومغيوث وسدي والسليمي وإمطي والقريتين وسيما ومقزح والحليو وقيل أنها سُمّّيت بهذا الاسم لأن أهلها كانوا أول من أخرج الزكاة.
كانت تسمى قبل دخول أهلها الإسلام بـ «جرنان» نسبة إلى كهف جرنان، وتتناقل الأجيال جيل بعد جيل الأساطير حول ذلك الكهف، ومن الأساطير الأكثر تداولا بأن أهل إزكي كانوا يعبدون صنما على هيئة عجل يُدعى «جرنان» وكان مصنوعا من الذهب والحلي والمجوهرات النفيسة، وعند دخول أهل إزكي الإسلام تم إخفاء العجل داخل كهف تحت قرية النزار وتم حراسة هذا العجل بالتعاويذ السحرية ومنذ ذلك اليوم لم يرَ أحد العجل ومن يومها تغير اسم الولاية إلى «إزكي» كما قيل أن السبب هو تزكيتهم لأنفسهم بدخولهم إلى الإسلام.
مصادر الولاية من الزراعة وخاصة النخيل.
المكانة التاريخية للولاية
تشتهر إزكي بأنها أقدم المستوطنات في عمان، ولعلها أُنشئت قبل نزوى، وتوضح الرسومات والنقوش الموجودة على جدران الصخور والكهوف بوادي حلفين كما استدل عليها علماء الآثار والتي تعود إلى العصر الحجري.
وقد عثر علماء الآثار على آثار يرجع تاريخها إلى العصر الحجري حيث شملت بعض الأسلحة، وذلك في وادي بهلاء وإزكي من عمان الداخل، وقد كشفت البعثة الدنماركية الأثرية عام 1972-1973م، وبعثة هارفارد للمسح الأثري عام 1973م، من خلال المسح الذي أجروه من إزكي إلى عبري، على عدد من قبور خلايا النحل التي يرجع تاريخها إلى أوائل الألف الثالث قبل الميلاد، وقد عثرت الاكتشافات على ثلاث مواقع غرب ولاية إزكي حيث كان يكثر الصوان المصنّع.
وذكرت المصادر التاريخية أن الرئاسة قديما في إزكي كانت لبني سامة بن لؤي وقد كانت لهم الزعامات لعبت دورا هاما بعمان.. ومنها جملة من العلماء الأعلام اللذين لهم القدم المعلى بعمان علما وعملا ورئاسة كموسى بن أبي جابر وموسى بن موسى.
من معالمها الشاهدة على تاريخها الضارب في القدم حارة النزار القديمة وفلج الملكي الذي أنشأه مالك بن فهم الأزدي.

## التركيبة الديموغرافية لولاية إزكي
يبلغ إجمالي عدد سكان ولاية إزكي  36.296 نسمة، تتألف من 4.492 أسرة بحسب المركز الوطني للإحصاء والمعلومات لسنة 2012 م، غالبيتهم العظمى من المسلمين السُنة، ومن أبرز فنونها الشعبية والتقليدية هي الرزحة، والعازي، والمبارزة بالسيوف، والتعويب ( ياعوب ) وهي إحدى الفنون النسائية.

## الحرف والصناعات التقليدية في إزكي
تشتهر ولاية إزكي بعدد من الصناعات والحِرَف التقليدية، كصناعة دبغ الجلود، والغزل، والنسيج، وصناعة الفضيات، وصناعة السعفيات، بالإضافة إلى التجارة، والبناء والأعمال الخشبية، والحدادة.

## مؤسسات ولاية إزكي الخدمية
يوجد في ولاية إزكي العديد من المؤسسات الخدمية، حيث هناك 20 مدرسة بكافة مراحلها التعليمية، وتنتشر بها عدّة مكاتب حكومية تعمل على توفير الخدمات اللازمة للسكان، كما يوجد بها مركز للتنمية الزراعية، ومركز للبلدية، ومكتب للكهرباء، ومكتب للبريد، ومركز للشرطة، ومحكمة شرعية، ومكتب للوالي، بالإضافة للمنتزهات السياحية، والمطاعم، والأماكن الترفيهية.